# 137th Street – City College
137th Street – City College – stacja metra nowojorskiego, na linii 1. Znajduje się w dzielnicy Manhattan, w Nowym Jorku i zlokalizowana jest pomiędzy stacjami 145th Street i 125th Street. Została otwarta 27 października 1904.